# Caffrogobius nudiceps
Caffrogobius nudiceps är en fiskart som först beskrevs av Valenciennes, 1837.  Caffrogobius nudiceps ingår i släktet Caffrogobius och familjen smörbultsfiskar. Inga underarter finns listade.